# Юки Хидэясу
Юки Хидэясу (1 марта 1574 года — 2 июня 1607 года) — японский даймё конца периода Сэнгоку и начала периода Эдо. 1-й даймё Фукуи-хана в провинции Этидзэн (1601—1607). Второй сын Токугава Иэясу (1542—1616), первого сёгуна Японии из рода Токугава (1603—1605).

## Биография
Родился в 1574 году в деревне Офуми в окрестностях замка Хамамацу. Его матерью была наложница Леди Оман, которая прислуживала законной жене Токугава Иэясу. Первое имя — Токугава Огимару. Когда Оман забеременела, Иэясу опасаясь гнева своей жены, отправил её в дом своего слуги Хонда Сигэцугу (1529—1596).
Огимару не пользовался любовью своего отца. В 1579 году после смерти своего старшего сводного брата Мацудайра Нобуясу (1559—1579), совершившего по приказу отца харакири, Огимару стал считаться первым наследником Токугава Иэясу.
После битвы при Комаки и Нагакутэ Токугава Иэясу отдал своего сына Огимару на воспитание (в реальности в качестве заложника) в семью Тоётоми Хидэёси, который его усыновил. Огимару получил новое имя — Хасиба Хидэясу.

## Зрелые годы
В 1587 году Хасиба Хидэясу участвовал в военной кампании своего приёмного отца против острова Кюсю. Хидэясу вёл военные действия в провинции Будзэн. Он также получил награду от Тоётоми Хидэёси за покорение провинции Хюга. Хасиба Хидэясу принимал участие в военных кампаниях Тоётоми Хидэёси против рода Го-Ходзё (1590) и во время первой корейской кампании (1592). Несмотря на свой юный возраст, Хидэясу во время всех этих кампаний проявил себя достойным командиром и завоевал уважение.
В 1590 году Тоётоми Хидэёси (у него в 1589 году родился сын Цурумацу) передал Хидэясу на усыновление бездетному даймё Юки Харумото (1534—1614) из провинции Симоса. Хидэясу женился на племяннице Харумото, возглавил род Юки и получил во владение домен Юки в провинции Симоса с доходом 100 000 коку риса.
В 1600 году Юки Хидэясу участвовал на стороне Токугава Иэясу в битве при Сэкигахара, после которой получил во владение от своего родного отца Кита-но-сё (провинция Этидзэн) с доходом 750 000 коку. В 1604 году он принял фамилию Мацудайра.
2 июня 1607 года 33-летний Мацудайра Нобуясу скончался в замке Фусими. Ходили разговоры о его близости к клану Тоётоми, что, возможно, и стало причиной его несвоевременной смерти. Ему наследовал старший сын Мацудайра Таданао (1595—1650), который стал 2-м даймё Фукуи-хана (1607—1623).
По рассказам современников, Хидэясу отличался вспыльчивостью.

## Дети
- Мацудайра Таданао (1595—1650), 2-й даймё Фукуи-хана (1607—1623)
- Мацудайра Тадамаса (1597—1645), даймё Агэнасаки-хана (1607—1615), Симоцума-хана (1615—1616), Мацусиро-хана (1616—1618), Такада-хана (1618—1623), 3-й даймё Фукуи-хана (1623—1645)
- Мацудайра Наомаса (1601—1666), даймё Агэнасаки-хана (1616—1624), Ооно-хана (1624—1633), Мацумото-хана (1633—1638) и Мацуэ-хана (1638—1666)
- Мацудайра Наомото (1604—1648), даймё Кацуяма-хана (провинция Этидзэн) (1624—1635), Ооно-хана (1635—1644), Ямагата-хана (1644—1648) и Химэдзи-хана (1648).
- Мацудайра Тадаёси (1605—1678), даймё Кимото-хана (1638—1635), Кацуяма-хана (1635—1644) и Ооно-хана (1644—1678).

Его сыновья основали ветвь семьи Мацудайра из провинции Этидзэн.